# دومینیک اولانیر
دومینیک اولانیر (انگلیسی: Dominique Aulanier; ۱۳ سپتامبر ۱۹۷۳ – ۳۱ ژوئیهٔ ۲۰۲۰) بازیکن فوتبال اهل فرانسه بود.
از باشگاه‌هایی که در آن بازی کرده‌است می‌توان به باشگاه فوتبال سیون، باشگاه فوتبال کن، باشگاه فوتبال سن-اتین، باشگاه فوتبال نیم المپیک، باشگاه ورزشی اشتوریل پرایا، و باشگاه فوتبال نیس اشاره کرد.